# Łaziska (powiat opolski)
Łaziska – wieś w Polsce położona w województwie lubelskim, w powiecie opolskim, siedziba gminy Łaziska.
Historycznie położone są w Małopolsce, w ziemi lubelskiej.
Wieś szlachecka  położona była w drugiej połowie XVI wieku w powiecie lubelskim województwa lubelskiego.
W latach 1954–1972 wieś należała i była siedzibą władz gromady Łaziska. W latach 1975–1998 miejscowość należała administracyjnie do województwa lubelskiego.
Wieś stanowi sołectwo w gminie Łaziska. Według Narodowego Spisu Powszechnego z roku 2011 wieś liczyła 500 mieszkańców.
Wierni kościoła rzymsko-katolickiego należą do parafii św. Tomasza i św. Stanisława (numery domów od 1 do 30) oraz parafii Wniebowzięcia NMP w Opolu Lubelskim (pozostałe numery). Znajduje się tu kaplica filialna parafii Wniebowzięcia NMP w Opolu Lubelskim.

## Części wsi
| SIMC    | Nazwa           | Rodzaj    |
| ------- | --------------- | --------- |
| 0385320 | Łaziska-Majątek | część wsi |
| 0385336 | Średnie Łaziska | część wsi |

## Demografia
| Rok                                                            | 2003 | 2006 | 2007 | 2008 | 2009 | 2010 | 2011 | 2012 | 2013 | 2014 | 2015 |
| -------------------------------------------------------------- | ---- | ---- | ---- | ---- | ---- | ---- | ---- | ---- | ---- | ---- | ---- |
| Liczba ludności                                                | 555  | 527  | 530  | 520  | 519  | 518  | 510  | 497  | 492  | 497  | 488  |
| Źródło: Dane własne stanu ludności gminy podane na koniec roku |      |      |      |      |      |      |      |      |      |      |      |

## Historia
Wieś notowana w roku 1414 jako „Lassziska”, położona 6 km zachód od Opola. Historycznie w powiecie lubelskim, parafii Opole. W roku 1468 wieś graniczy z Kaliszankami i Niedźwiadą. Długosz podaje (1470-80) informację o granicy z Głodnem (Długosz L.B. t.III s.242). W roku 1496 wieś graniczy z Głodnem, Janiszowem, Niedźwiadą. Wieś była własnością szlachecką w roku 1414 dziedzicem był wówczas Goworko. w roku 1441 w księgach ziemskich występuje Grot z Chwalisławic sprzedaje on ⅓ wsi Łaziska za 100 grzywien Piotrowi z Wrzelowa. W roku 1468 w działach wymienia się Jana, 20 lat później w latach 1486–1496 dziedzicem (części czy całości nie wiadomo) był Stanisław Chobrzanski (w roku 1501-3 podsędek, od 1504-1507 sędzia ziemski lubelski). W księgach poborowych z lat 1531–1533 figuruje pobór z 3 łanów (Rejestr Poborowy). W roku 1529 dziesięcina z folwarku w wymiarze 2 grzywny oddawana była plebanowi w Opolu, z reszty wsi: biskupowi 24 groszy i plebanowi w Piotrawinie 7 grzywien (Liber Retaxationum 34, 437, 462).
W wieku XIX Łaziska stanowiły wieś w powiecie nowoaleksandryjskim, gminie Kamień, parafii Piotrawin. Według spisu z roku 1827 we wsi było 20 domów i 190 mieszkańców. Według Towarzystwa Kredytowego Ziemskiego dobra Łaziska składały się z folwarków: Łaziska i Średnie, wsi: Łaziska i Koszarów, od rzeki Wisły oddalone na 7 wiorst, posiadały rozległość wynoszącą 3680 mórg (około 2060 ha).
Herb
Herb Łazisk stanowi postać Piotrowina u boku św. Stanisława, występuje on zarówno w herbie gminy Łaziska jak i gminy Stanisławów.